# Pedro Passos Coelho
Pedro Manuel Mamede Passos Coelho (wym. [ˈpeðɾu mɐnuˈɛɫ ˈpasuʃ kuˈeʎu]; ur. 24 lipca 1964 w Coimbrze) – portugalski przedsiębiorca i polityk, poseł do Zgromadzenia Republiki, od 2010 do 2018 przewodniczący Partii Socjaldemokratycznej. Od 21 czerwca 2011 do 26 listopada 2015 premier Portugalii.

## Życiorys
Dzieciństwo spędził w Angoli, gdzie jego ojciec był lekarzem. Początkowo kształcił się w zakresie matematyki na Uniwersytecie Lizbońskim, rezygnując z tych studiów w latach 80. W 2001 ukończył ekonomię na Universidade Lusíada de Lisboa w Lizbonie. Od 1982 do 1983 pracował jako nauczyciel matematyki, a pod koniec lat 80. w przedsiębiorstwie branży PR. Działał w organizacji młodzieżowej Partii Socjaldemokratycznej. Był członkiem władz krajowych JSD, sekretarzem generalnym (1984–1986), wiceprezesem (1986–1990), a następnie do 1995 prezesem tej organizacji.
Od 1991 do 1999 sprawował mandat posła do Zgromadzenia Republiki. W drugiej połowie lat 90. był aktywnym komentatorem prasowym, jego teksty publikowane był m.in. w „Público” i „Expresso”. Działał w samorządzie miejscowości Amadora, w latach 2005–2011 pełnił funkcję przewodniczącego rady gminy Vila Real.
W latach 2005–2006 sprawował funkcję wiceprzewodniczącego PSD, w 2008 kandydował na funkcje jej przewodniczącego, przegrywając z Manuelą Ferreirą Leite. Po jej rezygnacji w 2010 został wybrany na nowego lidera socjaldemokratów, pokonując m.in. Paula Rangela. Do tego czasu pracował biznesie m.in. na kierowniczych stanowiskach w przedsiębiorstwach branży doradczej, a także zajmował się działalnością dydaktyczną.
Został kandydatem swojego ugrupowania na urząd premiera przed przedterminowymi wyborami w 2011. PSD zwyciężyła w tych wyborach, a Pedro Passos Coelho ponownie uzyskał mandat poselski. 15 czerwca prezydent Aníbal Cavaco Silva powierzył liderowi socjaldemokratów misję powołania nowego rządu. 16 czerwca Pedro Passos Coelho w imieniu swojego ugrupowania zawarł koalicję z Partią Ludową. 17 czerwca 2011 zaprezentował prezydentowi skład nowego rządu, a 21 czerwca został zaprzysiężony na urząd premiera.
Jego rządy przypadły na czas kryzysu finansowego w strefie euro. Gabinet funkcjonował przez całą czteroletnią kadencję. Partie koalicyjne zwyciężyły w kolejnych wyborach, tracąc jednak parlamentarną większość. Pedro Passos Coelho utrzymał mandat poselski na kolejną kadencję. 22 października 2015 prezydent ponownie zlecił mu misję utworzenia rządu. Drugi gabinet przewodniczącego PSD rozpoczął pracę 30 października 2015, kiedy to nastąpiło zaprzysiężenie jego członków. 10 listopada opozycyjne siły socjalistów i komunistów odrzuciły w parlamencie przedstawiony program rządowy. 26 listopada 2015 Pedra Passosa Coelho na stanowisku premiera zastąpił socjalista António Costa. W 2018 nie ubiegał się o ponowne przywództwo w partii, nowym liderem PSD został wówczas Rui Rio. W tym samym roku odszedł także z parlamentu.
W 2012 odznaczony Krzyżem Wielkim Orderu Zasługi Rzeczypospolitej Polskiej.
Był żonaty z Fátimą Padinhą, piosenkarką zespołu Doce, z którą ma dwie córki. Jego drugą żoną została Laura Ferreira, z którą ma córkę.